# Résolution 425 du Conseil de sécurité des Nations unies
Membres permanents
- Chine
- États-Unis
- France
- Royaume-Uni
- URSS

Membres non permanents
- Allemagne de l'Ouest
- Bolivie
- Canada
- Gabon
- Inde
- Koweït
- Mauritanie
- Nigéria
- Tchécoslovaquie
- Venezuela

Résolution no 424 Résolution no 426
La résolution 425 (1978) du Conseil de sécurité des Nations unies a été adoptée le 19 mars 1978, cinq jours après le déclenchement par Israël de son invasion du Sud-Liban. La résolution 425 ordonne à Israël de cesser  « immédiatement son action militaire contre  l'intégrité territoriale du Liban » et de   « retirer sans délai ses forces du territoire  libanais ». Elle est adoptée à l'unanimité du Conseil de sécurité de l'ONU.
L'offensive condamnée par l'ONU est appelée en Israël « opération Litani » du nom du fleuve libanais qui coule au sud du pays.
Cette résolution fonde la Force intérimaire des Nations unies au Liban afin de s'assurer du retrait des forces israéliennes du Liban, de permettre la sécurité à la frontière et d'aider le gouvernement libanais à restaurer son autorité effective dans le sud de son territoire.
Le retrait de l'armée israélienne ne se réalise que 22 ans plus tard, en 2000.